# Rasterschlüssel 44
Der Rasterschlüssel 44 (kurz: RS 44) war ein während des Zweiten Weltkriegs von der deutschen Wehrmacht ab März 1944 eingesetztes Handschlüsselverfahren. Der Rasterschlüssel ersetzte den zuvor verwendeten Doppelkastenschlüssel.

## Geschichte
Während die Enigma auf mittleren und höheren Kommandoebenen der Wehrmacht, wie Divisionsstäben und höher, eingesetzt wurde, standen den unteren (zumeist vorgeschobenen) Kommandostäben, wie Kompanie- oder Bataillonsstäben, keine Schlüsselmaschinen zur Verfügung. Sie benutzten Handschlüsselverfahren, die eine manuelle Textverschlüsselung „mit Papier und Bleistift“ erlaubten. Ab 1941 wurde beim Heer der Doppelkastenschlüssel verwendet.
Angesichts der stetig drohenden Gefahr einer alliierten Invasion im Westen, dem gesteigerten Sicherheitsbewusstsein und der Notwendigkeit, auch mit vorgeschobenen Kommandostellen geheim kommunizieren zu können, führte die Chiffrierabteilung des Oberkommandos der Wehrmacht im März 1944 bei Heer und Luftwaffe den Rasterschlüssel 44 ein.

## Verfahren
Im Gegensatz zum zuvor verwendeten Doppelkastenschlüssel, bei dem es sich um eine monoalphabetische bigraphische bipartite Substitution handelte, war der Rasterschlüssel 44 ein Transpositionsverfahren. Die einschlägige (damals geheime) Dienstvorschrift „Schlüsselanleitung zum Rasterschlüssel 44 (RS 44)“ vom 27. März 1944 spricht von einem „Versatzverfahren“. Das heißt, die Buchstaben des Klartexts wurden nicht durch Geheimbuchstaben substituiert (ersetzt), sondern die Buchstabenreihenfolge wurde transponiert („versetzt“).
Dazu wurde eine täglich wechselnde Rasterschablone benutzt, die „schwarze und weiße Felder (Leer- bzw. Schreibfelder) in unregelmäßiger Anordnung enthält.“ Die Schablonen umfassten 24 Zeilen und 25 Spalten. In jeder Zeile befanden sich zehn weiße Felder, die sogenannten Schreibfelder. Beginnend an einer beliebigen Stelle im Raster wurde der Klartext zeilenweise eingetragen, wobei nur die weißen Felder benutzt und die schwarzen übersprungen wurden. Anschließend wurde der Geheimtext spaltenweise ausgelesen.
Wichtig war, dem befugten Empfänger der Nachricht die Stelle im Raster zu nennen, an der mit dem Eintragen des Klartexts begonnen wurde. Die Lage dieses Feldes, genannt „Anfangsfeld des Spruches“, wurde verschlüsselt im Spruchkopf mitgeteilt. Hierzu wurden am Rand der Schablone vom Verschlüssler die Koordinaten des Anfangsfelds abgelesen, zunächst die Spalte und als zweites die Zeile. Alle Spalten und Zeilen waren hierzu unregelmäßig aber eindeutig durch ein Buchstabenpaar zwischen „aa“ und „ee“ gekennzeichnet, der sogenannten „Spaltenlosung“ beziehungsweise „Zeilenlosung“. Beispielsweise stand am oberen Rand des Rasters:
```
cb ea ac ba db ab ed cc dd bd ee ae de aa eb be ce dc bb ad da bc ec ca cd
```

Wurde nun beispielsweise mit dem Eintragen des Klartextes in der zehnten Spalte begonnen, dann las der Verschlüssler hierzu die Spaltenlosung „bd“ ab. Auf analoge Weise erhielt er als Zeilenlosung zum Beispiel „ca“. Damit ergab sich als „Klar“-Spruchschlüssel (also als Koordinate des Anfangsfelds des Spruchs) die Buchstabenfolge „bdca“. Diese wurde mithilfe einer „Buchstabentauschtafel“ verschlüsselt, die sich auf der Rückseite des Rasters befand, ebenfalls täglich wechselte, und beispielsweise wie folgt aussah:
```
a b c d e

o s u m v
z r b k h
w y f p d
t i e n a
c x q l g
```

Für jeden einzelnen Buchstaben des Klar-Spruchschlüssels stehen über diese Tauschtafel fünf verschiedene homophone Substitute (Ersetzungsbuchstaben) zur Verfügung. Der Verschlüssler hatte möglichst willkürlich jeweils einen davon auszuwählen. Als Ergebnis erhielt er den „Geheim“-Spruchschlüssel, hier beispielsweise „ykqo“.
Der verschlüsselte Spruchschlüssel (Geheim-Spruchschlüssel) wurde zusammen mit der Uhrzeit („taktische Zeit“) und der Buchstabenanzahl des Spruchs als Spruchkopf in ein Spruchformular eingetragen. Im Beispiel sieht der Spruchkopf wie folgt aus, falls der Text abends um 22:20 Uhr verschlüsselt wurde und 108 Buchstaben lang war:
```
2220 - 108 - ykqo
```

Als weitere wichtige Information war dem befugten Empfänger der Nachricht die Spalte mitzuteilen, in der das Herauslesen des Textes aus dem Raster begann. Hierzu wurde die Quersumme der einzelnen Ziffern der Minutenzahl der Uhrzeit und der Spruchlänge gebildet, hier 2 + 0 + 1 + 0 + 8 = 11. Entsprechend begann das spaltenweise Herauslesen nun elf Spalten rechts von der oben zum Eintragen des Klartextes willkürlich gewählten zehnten Spalte, also hier in Spalte 21. Am 18. Oktober 1944 wurde diese (für die Praxis vermutlich zu komplizierte) Vorschrift fallengelassen und der Schlüssler wählte ab dann die Herauslesespalte frei, mit der Vorgabe, nicht die Spalte des Anfangsfelds zu wählen. Die Herauslesespalte wurde dem Empfänger der Nachricht mithilfe zweier zusätzlicher Buchstaben im Spruchkopf mitgeteilt. Diese waren die über die Buchstabentauschtafel homophonen verschlüsselte Spaltenlosung derselben. Im Fall der Spalte 21 mit Spaltenlosung (siehe oben) „da“ also beispielsweise:
```
2220 - 108 - ykqo pz
```

Nach vollständigem Herauslesen aller Geheimbuchstaben aus einer Spalte wurde stets mit der nächsten Spalte rechts davon fortgesetzt, wobei nach der letzten Spalte (Spalte 25) die erste (Spalte 1) folgt. Der so verschlüsselte Text wurde als Geheimnachricht üblicherweise im Morsecode als Fünfergruppen per Funk übertragen und konnte vom befugten Empfänger, der im Besitz des gültigen Tagesschlüssels war, unter Umkehrung der Verfahrensschritte eindeutig entschlüsselt werden.

## Entzifferung
Wie auch bei vielen anderen deutschen Verfahren, beispielsweise der Enigma-Maschine oder dem Lorenz-Schlüssel-Zusatz, gelang es den britischen Codebreakers in Bletchley Park auch den Rasterschlüssel zu brechen. Nachdem sie selbst die Chancen dafür zunächst als sehr gering eingeschätzt hatten, denn das Verfahren „sah auf den ersten Blick unbrechbar aus“ (englisch it looked at first sight unbreakable), gelang es ihnen, eine entscheidende Schwäche zu erkennen, die den Deutschen bei der Herstellung der Rasterschablonen unterlief.
Die 24 Zeilen jedes Zettels waren nämlich nicht mit jeweils völlig zufällig wechselnden schwarzen und weißen Feldern bedruckt, sondern –  wohl aus drucktechnischen Gründen – gab es ein Sortiment von (nur) 36 verschiedenen „Druckstäben“, aus denen 24 für jeden individuellen Zettelsatz ausgewählt wurden. Die kombinatorische Komplexität der zur Verfügung stehenden unterschiedlichen Rasterschablonen war somit in der Praxis wesentlich kleiner als sie theoretisch hätte sein können, falls jede ein tatsächlich zufälliges Muster von weißen und schwarzen Feldern aufgewiesen hätte.
Mithilfe von Hollerithmaschinen gelang es den Briten, diese erkannte Schwäche auszunutzen und auch Rasterschlüssel-Geheimtexte zu entziffern.